# Leonard Fic
Leonard Fic (ur. 14 września 1946 w Barczygłowie) – polski duchowny rzymskokatolicki, religioznawca, profesor nauk teologicznych. 
Specjalista w zakresie religii Indii i Dalekiego Wschodu (hinduizm, buddyzm), dialogu międzyreligijnego, teologii fundamentalnej i misjologii. Proboszcz parafii Wniebowzięcia NMP w Izbicy Kujawskiej.

## Życiorys
Absolwent Liceum Ogólnokształcącego im. Tadeusza Kościuszki w Koninie, a następnie Wyższego Seminarium Duchownego we Włocławku.
Święcenia kapłańskie przyjął 14 czerwca 1971 roku. W latach 1972–1975 studiował na Wydziale Teologicznym Akademii Teologii Katolickiej w Warszawie, broniąc pracę magisterską z zakresu teologii dogmatycznej. W latach 1975–1976 uczestniczył w seminarium doktoranckim z teologii fundamentalnej na ATK. W latach 1990–1992 studiował w Uniwersytecie św. Tomasza w Rzymie. W ramach urlopu naukowego w roku akademickim 1985/6 uczestniczył w wykładach ks. prof. Waltera Kaspera w Tybindze.
W 1992 obronił pracę doktorską z zakresu teologii fundamentalnej pod tytułem Il „sensus fidei” nel pensiero di M.D. Koster e nel Vaticano II. 25 stycznia 2010 roku uzyskał stopień doktora habilitowanego w zakresie nauk teologicznych, w specjalności religiologia, na podstawie rozprawy habilitacyjnej Kościół katolicki a buddyzm. Propedeutyka dialogu. W 2018 prezydent RP Andrzej Duda nadał mu tytuł profesora nauk teologicznych.
W 1992 roku prowadził wykłady z teologii fundamentalnej i religioznawstwa oraz lektorat z języka niemieckiego i łaciny w Wyższym Seminarium Duchownym we Włocławku. W latach 1996–1998 wykładał teologię fundamentalną w Wyższym Seminarium Towarzystwa Salezjańskiego w Łodzi, a w latach 1997-2001 prowadził wykłady z teologii fundamentalnej, dogmatycznej i religioznawstwa w Diecezjalnym Kolegium Teologicznym w Ełku. Od 1996 roku był zatrudniony w Akademii Teologii Katolickiej w Warszawie, a od 1999 w Uniwersytecie Kardynała Stefana Wyszyńskiego jako wykładowca nauk religioznawczych. W latach 2000–2002 uczestniczył w wykładach specjalistycznych w Uniwersytecie Warszawskim z zakresu filozofii i religii indyjskich oraz ukończył kurs języka sanskryckiego i palijskiego. 
W latach 1971–1972 pracował jako wikariusz w parafii Krzywosądz, pow. Radziejów. W latach 1976–1980 pracował jako wikariusz w parafii Wniebowzięcia NMP i św. Józefa we Włocławku. Od 1980 roku w Wyższym Seminarium Duchownym we Włocławku pełnił funkcje ojca duchownego oraz wykładowcy teologii duchowości, teologii misyjnej, lektoratu z języka łacińskiego i niemieckiego. W 2002 mianowany proboszczem parafii Wniebowzięcia NMP w Izbicy Kujawskiej. Pracował jako duszpasterz Klubu Inteligencji Katolickiej we Włocławku.
Jest członkiem Stowarzyszenia Teologów Fundamentalnych w Polsce, Międzynarodowego Koła Fundamentalistów, Dogmatyków i Prawników w Berlinie, Towarzystwa Naukowego Wyższego Seminarium Duchownego we Włocławku. Należy do zespołu redakcyjnego periodyku „Studia Włocławskie”.
Autor licznych publikacji, w tym monografii, artykułów naukowych, haseł encyklopedycznych.

## Wybrane publikacje książkowe
- Kościół katolicki a buddyzm. Propedeutyka dialogu, Włocławek 2009.
- Buddyzm w kulturze Zachodu, Lublin 2016.